# Bernard Sarrette
Pour les articles homonymes, voir Sarrette.
Bernard Sarrette, né à Bordeaux le 27 novembre 1765 et mort à Paris le 11 avril 1858, est un officier et administrateur français, connu surtout comme le fondateur du Conservatoire de Paris, dont il est directeur de 1796 à fin 1814.

## Biographie
Fils de Jean Sarrette, cordonnier de Bordeaux et de Marie Orcival, Bernard Sarrette était monté à Paris où il exerçait dans la comptabilité. Acquis immédiatement à la Révolution française, il s'engage aussitôt dans la toute nouvelle Garde nationale. Il y émet l'idée de créer un corps de musique ; cette idée est reprise et Sarrette est dès lors placé à sa tête, bien qu'il ne soit pas musicien.
En 1792, Bernard Sarrette formule une nouvelle proposition : créer une « école de musique militaire ». Là encore, il est suivi et le nouveau service voit le jour le 2 juillet 1792, Bernard Sarrette en étant responsable administratif et François-Joseph Gossec le directeur artistique.
Il obtient de même en novembre 1793 la transformation du nouvel établissement en Institut national de musique, qui se traduit par une élargissement de l'enseignement musical vers d'autres instruments.
En mars 1794, Sarrette est brièvement incarcéré à la prison Sainte-Pélagie en raison d'inimitiés politiques mais il en sort rapidement grâce à l'appui des autres professeurs de l'Institut.
Bernard Sarrette plaide ensuite, notamment auprès du comité d'instruction publique, pour l'élargissement des missions et du recrutement de l'Institut national de musique et sa transformation en Conservatoire. Cette proposition se concrétise à travers la loi du 3 août 1795 qui prononce la fusion de l'Institut national de musique et de l'ex-École royale de chant et de déclamation sous le nom de Conservatoire. L'établissement est dirigé par un collège de cinq « inspecteurs de l'enseignement », conseil auquel est ensuite adjoint Sarrette. Bernard Sarrette fait un peu figure de directeur, mais n'en obtient officiellement le titre que lors de la réorganisation de 1800.
Au moment de la Première Restauration, Bernard Sarrette est révoqué le 17 novembre 1814. Ses idées révolutionnaires et ses origines modestes ont sans doute joué en sa défaveur, ainsi que le fait qu'il n'était pas musicien. Rétabli pendant les Cent-Jours, Sarrette est définitivement destitué le 18 décembre de la même année.
Il passe les 44 dernières années de sa vie dans une sorte de disgrâce[réf. nécessaire].
Il était l'époux de Marie-Catherine-Pélagie Maillère fille de Gabriel Maillère (contrat de mariage le 9 mai 1791, maître Guillotte, notaire à Rouen).
Il est inhumé au cimetière de Montmartre (30e division). Sur sa tombe on note le nom du compositeur Charles-Simon Catel (1773–1830).

### Hommages
- Il existe en France plusieurs voies nommées d'après Bernard Sarrette : la rue Sarrette, dans le quartier du Petit-Montrouge du 14e arrondissement de Paris, la rue Sarrette à Bordeaux et le chemin Bernard-Sarrette à Toulouse.

### Biographie et sources
- Constant Pierre, B. Sarrette et les origines du Conservatoire national de musique et de déclamation, Paris : Delalain frères, 1895
- Henri Bourrelier, « Comment le Conservatoire fut fondé par le chef de musique militaire Sarrette », La Semaine à Paris 25 avril 1930
- Lucien Noël, Biographie de Bernard Sarrette, dans Mémoires de la Société historique et archéologique de l'arrondissement de Pontoise et du Vexin, 1933, p. 105 à 110. [lire en ligne]lire en ligne sur Gallica
- Biographie de Bernard Sarrette, dans Albert Lavignac et Lionel de La Laurencie (Dir.), Encyclopédie de la musique et dictionnaire du conservatoire, vol. 1–11, Paris, Delagrave, 1913–1931 (OCLC 269272, BNF 37069136, lire en ligne), p. 1566 à 1569lire en ligne sur Gallica
- Pierre Constant, Le Conservatoire national de musique et de déclamation : documents historiques et administratifs 1900. Une grande partie du livre sur Bernard Sarrette. [lire en ligne].
- « Pour le centenaire du Conservatoire, son petit-fils a fait des dons d’objets appartenant à Bernard Sarrette » ; Le Ménestrel, 1er décembre 1895, p. 383 [lire en ligne]lire en ligne sur Gallica
- « Un oublié, les mésaventures du fils de Bernard Sarrette », Le Petit Parisien, 15 juillet 1889 [lire en ligne]lire en ligne sur Gallica
- Les illustres de Bordeaux : catalogue, vol. 1, Bordeaux, Dossiers d'Aquitaine, 2013, 80 p. (ISBN 978-2-84622-232-7, présentation en ligne)